# Вар (река)
Вар (фр. Var, лат. Varus, в переводе с древнего лигурийского языка — «поток») — река во Франции, протекает по территории департаментов Альпы Верхнего Прованса и Приморские Альпы в регионе Прованс — Альпы — Лазурный Берег на юго-востоке страны. Длина — 114 км, средний расход воды — до 100 м³/с.
Вар берёт начало на территории коммуны Антрон в департаменте Приморские Альпы, на высоте около 1800 метров. Впадает в Средиземное море между коммунами Сен-Лоран-дю-Вар и Ницца.

## Притоки
Основые притоки реки Вар:
- Левые: Сьян, Тине, Везюби
- Правые: Кулом, Эстерон